# تاباید
تاباید (به مجاری:  Tabajd) یک شهرداری در مجارستان است. تاباید ۲۶٫۵۷ کیلومتر مربع مساحت و ۹۷۲ نفر جمعیت دارد.